# Edwin Diller Starbuck

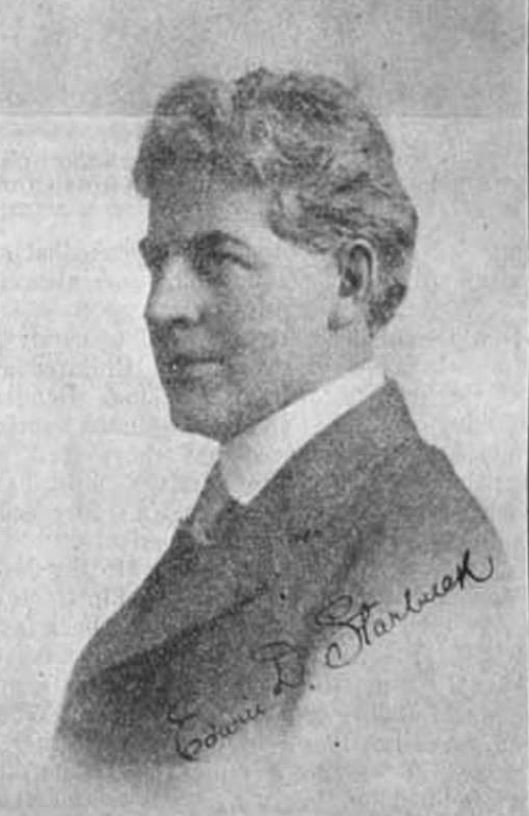
Edwin Diller Starbuck

Edwin Diller Starbuck (geb. 20. Februar 1866 in Indiana; gest. 18. November 1947) war ein amerikanischer Psychologe, der sich als einer der ersten für die Psychologie der Religion interessierte. Mit Persönlichkeiten wie  G. Stanley Hall und James H. Leuba zählt Starbuck zu den Pionieren der Religionspsychologie.

## Leben
Starbuck wuchs in einer Quäkerfamilie auf, obwohl er zu Beginn seines Erwachsenenalters dem traditionellen christlichen Dogma äußerst kritisch gegenüberstand. Er erhielt seinen Abschluss 1890 an der Indiana University und ging nach Harvard, um Religion, Philosophie und Psychologie zu studieren. Später war er Professor an der Iowa State University, dann an der University of Southern California.
Zusammen mit seinem Kollegen James H. Leuba recherchierte er in Form von Fragebögen, um den Zusammenhang zwischen dem Alter des Menschen und religiösen Bekehrungen aufzuzeigen. Demzufolge haben junge Menschen viel häufiger eine religiöse Bekehrung als ältere.
Starbucks Hauptwerk  The Psychology of Religion (zuerst 1899, Third edition 1911) fand unter dem Titel Religionspsychologie. Empirische Entwicklungsstudie religiösen Bewußtseins Aufnahme in der Philosophisch-soziologische Bücherei. Es basiert auf Studien, die Starbuck an der Harvard University unter William James begann und an der Clark University unter G. Stanley Hall fortsetzte. William James schrieb das Vorwort.

## Schriften (Auswahl)
- The Psychology of Religion (Third edition, 1911) (Index)
  - (dt. Übers.) Religionspsychologie. Empirische Entwicklungsstudie religiösen Bewußtseins. Leipzig: Klinkhardt, 1909 (Philosophisch-soziologische Bücherei, Band 14 und 15).
- A guide book for character. New York 1980
- Beitrag in: Charles Edward Rugh; Thomas P. Stevenson; Edwin Diller Starbuck; Frank Cramer; George E. Myers : Moral training in the public schools; the California Prize essays.Boston, New York [etc.] Ginn & Company 1907, S. 89 ff. (Digitalisat)